# クンビア

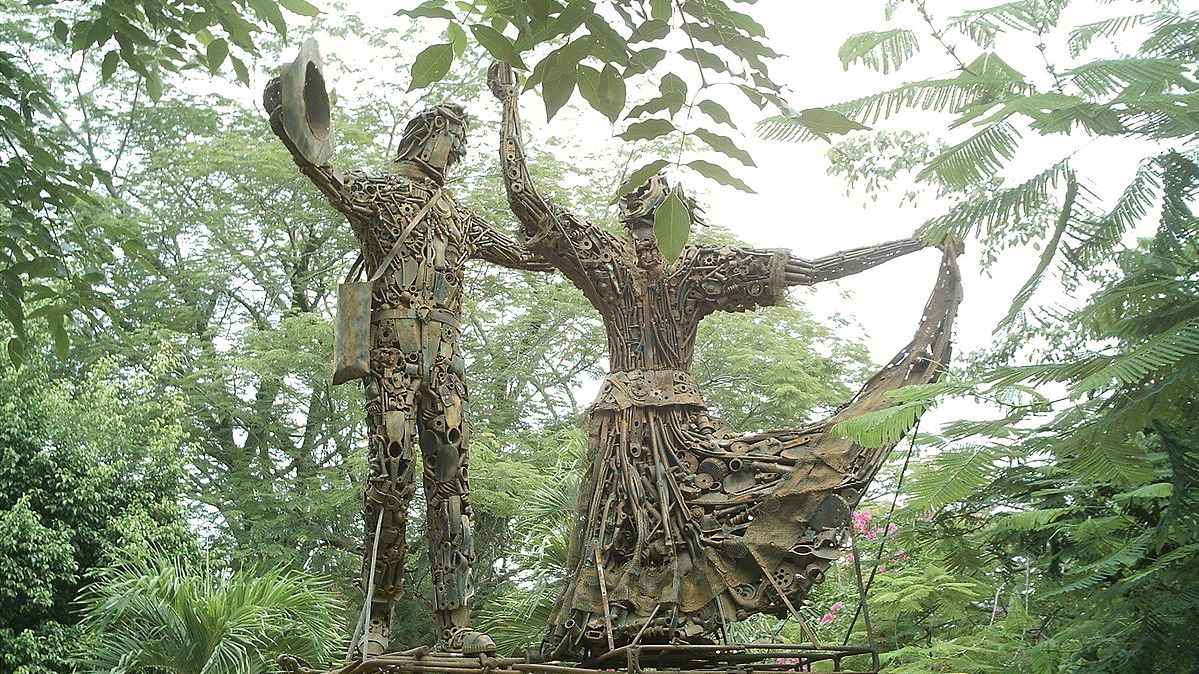
クンビア

クンビア（西: Cumbia）は、南米コロンビアの沿岸地方に伝統的に伝わるリズムと舞曲のこと。山岳地帯の音楽バンブーコと並びコロンビアを代表する音楽とされる。

## 起源
この舞曲が生まれた場所については諸説あるが、一般的には“デプレシオン・モンポシーナ（Depresión Momposina）”と総称されるマグダレナ川の下流域とセサル川などその支流域とされ、現在の行政区分でいうとエル・バンコ、モンポス、チミチャグアなどがその中心になる。この地は、同時に先住民のことばで“ポカブイ（Pocabuy）”と呼ばれる地域と重なる。ただし、コロンビア大衆文化に関するアフロ系女性研究者の先駆デリア・サパタはより海岸地方との説を唱えている。
この音楽が生まれた時期については、漠然と19世紀とされることがある。ただ、コロンビアでラジオ放送が始まったのは1929年、初めてクンビアが録音されたのは1950年とされているので、発祥の時期といい、場所といい、複製メディアに記録される前となり、正確に確認することは不可能である。
「クンビア」という語の語源については、「宴」を意味するアフリカ・バントゥー系のことば「クンベ」に由来されると説明される。ただし、クンビアが、アフロ系の舞曲を指していたことは確かであっても、それが具体的にどのような特徴をもつ音楽ジャンルを指していたのか、ポロ、ガイタなどの近縁の他のジャンルとどう区別されていたのかもよくわかっていない。
一部のコロンビアの文献には、クンビアは、ポロ、ガイタ、ブジェレンゲ、バジェナートの四つのリズム（パセオ、ソン、プージャ、メレンゲ）など、多くのコスタの音楽の母体になったという記述がある。ただし、ホセ・マリア・エミルト・デ・リマが、コロンビア大西洋岸地方の音楽が複製メディアに記録される前である1942年に発表したコロンビア大衆音楽研究の古典“Folklore Colombiano”では、クンビアンバ（Cumbiamba）、ポロ（Porro）、チチャマヤ（Chicha Maya）、プーヤ（Puya）、マパレー（Mapalé）、メレンゲ（Merengue）、ガイタ（Gaita Indigena）さらに現在太平洋岸の音楽とされているクルラオ（Currulao）が大西洋岸の音楽として紹介されているが、クンビア（Cumbia）の名前はない。
いずれにせよ、この地に奴隷として連れてこられたアフロ系の人々が、重要なコンセプトや出来事など自らのエスニックグループの記憶を、歌とダンスによってメンバー間で共有し、次世代に伝えようとした営みがあり、それにこの地域で育まれていたシヌー文化に属する先住民伝統の楽器やメロディが加わったのがクンビアの始まりであるというのは確かなようである。そうした起源は、このジャンルに宗教的・精神的なテーマや典礼を取りあげたものが多いこと、アフロ系のコミュニティの宗教儀式に起源をもつとされるろうそくをもってすり足で踊るダンス（ただしこれはインディヘナ起源とする説もある）に、今もみることができる。

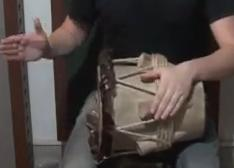
ジャマドール

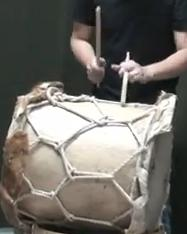
タンボーラ

リズムと楽器編成についても記述する。クンビアのリズムは4分の2拍子が基本である。使われる楽器は以下のとおり。
- 笛 - ガイタ（gaita）と呼ばれる縦笛には、穴が5つのガイタ・エンブラ（gaita hembra、先住民のことばでは“kuisi bunzí”）と2つのガイタ・マチョ（gaita macho,先住民のことばでは“ kuisi sigí ”）がある。また、フラウタ・デ・ミージョ（flauta de millo）またはピト・アトラベサオ（pito atravesao）と呼ばれる横笛も使われる。いずれも先住民起源で、この笛が奏でるチャルメラ風の独特な美しいメロディラインもクンビアの特徴。
- 太鼓 - 一番小さいのはジャマドール（llamador）またはマチョ（macho）、その倍弱ぐらいの大きさのものがアレグレ（alegre)またはエンブラ（hembra）。タンボーラ（tambora）は他の二つと異なり、両側に革が貼ってある。クンビアのリズムそのものは4分の2拍子の極めて単純なものだが、太鼓の叩きだすポリリズムも、この音楽の魅力の一つ。
- マラコンなど - マラコン（maracón）は大型のマラカス。先住民起源で、かつては乾燥したカボチャの中に穴を開けて種をいれて作った。グアチェ（guache）は横にして揺する。

1950年代から1960年代にかけてポピュラー音楽化が一気に進み、さらにコロンビア国外でも知られるようになったが、それらのレパートリーの中にはクンビアというラベルにもかかわらず、音楽的にはむしろポロとしたほうが適切なものが多数ある。
1981年に有名になった曲、Cumbiaの曲：La Colegiala(ラ・コレヒアーラ）はミリオンセラーとなり、長く愛されている。Rodolfo y Tupicaの演奏・歌唱で世界中で放映された。コロンビアをはじめ、南米のコーヒーをイメージさせ、この曲を収録したCDが土産店に並んでいるほどである。Zumbaダンス・エクササイズなどでも取り上げられてリバイバルしている。

## 関連ジャンル
- チチャ（Chicha）：ペルー共和国でクンビアから派生した音楽。
- デジタル・クンビア（Digital Cumbia）：アルゼンチン共和国ブエノスアイレスのクラブZZKから発信され、2008年から2009年にかけて欧米のアンダーグランドで爆発的に流行したクンビア派生音楽。クンビアと他の派生音楽は基本的にバンド形式だが、デジタル・クンビアは基本的に打ち込みで作られるのが最大の特徴。他にクンビア・デジタル（Cumbia Digital）、クンビア・エレクトロニカ（Cumbia Electrónica）などの呼称もある。